# ETR 200 sorozat
Az ETR 200 sorozat (olaszul "Elettro Treno Rapido 200", azaz "200-as sorozatú gyorsvonat") egy olasz B’o(1Ao)(Ao1)B’o tengelyelrendezésű villamosmotorvonat-sorozat. 1936 és 1941 között gyártották. Összesen 18 db készült belőle. A 12-es pályaszámú ETR 200-as 1939. július 20-án megdöntötte a korábbi vasúti sebesség világrekordot Bologna és Milánó között, mikor elérte a 203 km/h sebességet.

## Fejlődése és a sebességrekordok
Az 1930-as években az olasz államvasutak, a Ferrovie dello Stato villamosította a Milánó-Bologna-Firenze-Róma-Nápoly fővonalat, és szüksége volt egy gyors motorvonatra, amelyet ezen és más, újonnan villamosított vonalakon használhatott. A projektet 1934-ben kezdték el, új acél- és aerodinamikai technológiákat alkalmazva. A vonat innovatív orrát a Politecnico di Torino mérnöki egyetem szélcsatornájában végzett tanulmányok után fejlesztették ki.
Az első példányt a Società Italiana Ernesto Breda (ma AnsaldoBreda) építette 1936-ban, egy csuklós, osztott hajtású vonatot, amely négy forgóvázból és három kocsiból állt, amelyek közül kettő Jacobs forgóváz volt, egyetlen T 62-R-100 motorral, míg a többi - az első és a hátsó - egyenként két hasonló motorral volt ellátva.
A vonatot 175 km/h sebességig tervezték, de az első áramszedők 130 km/h felett már gondot okoztak. Az ETR 200 1937-ben állt forgalomba a Bologna-Róma-Nápoly vonalon. Európa legkényelmesebb és leggyorsabb vonatainak tartották, és Benito Mussolini küldött egyet az 1939-es New York-i világkiállításra. 1937. december 6-án az ETR 201 elérte a 201 km/h  végsebességet a Róma-Nápoly vonalon (Campoleone és Nettunia állomások között).
1939. július 20-án az ETR 212-es, Alessandro Cervellati mozdonyvezető vezetésével új világrekordot állított fel, amikor (a teljes pálya átlagsebességét tekintve) 165 km/h- s átlagsebességgel futott Firenze és Milánó között, és az abszolút csúcssebesség-rekordot is megjavította 203 km/h-ra a Pontenure és Piacenza közötti szakaszon. Egy népszerű mítosz szerint maga Benito Mussolini ült az irányításnál, de ez nem felel meg a történelmi bizonyítékoknak.

## Későbbi története
Az ETR 200 gyártását a második világháború leállította, és a szövetségesek bombázásai során sok példány megrongálódott. Az 1960-as évek elején a megmaradt tizenhat darabot egy negyedik kocsi hozzáadásával és egyéb fejlesztésekkel ETR 220/230/240 sorozattá alakították át. Az 1980-as évek elejéig maradtak szolgálatban, később pedig egészen az 1990-es évekig használták őket chartervonatokra.
Az ETR 232-es, a korábbi 212-es (az 1939-es rekordfutást végző egység) történelmi vonatként maradt fenn, és teljes üzemképes állapotban van. Egy másik, nem működő egységet először Anconában tároltak 2012 szeptemberi selejtezéséig.